# Alexander-Rhomberg-Preis
Der Alexander-Rhomberg-Preis ist ein mit 5.000 Euro dotierter Förderpreis für Nachwuchsjournalisten, der seit 1994 alle zwei Jahre von der Gesellschaft für deutsche Sprache (Wiesbaden) in Zusammenarbeit mit der Alexander-Rhomberg-Stiftung (Nürnberg) für Verdienste um die Sprachkultur in den Medien vergeben wird.

## Liste der Preisträger
- 1994 Cornelia Geißler (Berliner Zeitung)
- 1996 Gabriele Seitz (Nürnberger Zeitung)
- 1998 Michael Allmaier (FAZ)
- 2000 Jana Simon (Der Tagesspiegel)
- 2002 Benno Schirrmeister (taz)
- 2004 Robert Jacobi (Süddeutsche Zeitung)
- 2006 Roman Pletter (Die Welt und brand eins)
- 2008 Britta Stuff (Die Welt, Welt am Sonntag und Berliner Morgenpost)
- 2010 Christian Salewski (Freier Journalist)
- 2012 Nadine Ahr (Freie Journalistin, Die Zeit)
- 2014 Mohamed Amjahid (Freier Journalist, Die Zeit)
- 2016 Dorothee Torebko (Märkische Oderzeitung)
- 2018 Marie Zahout (Nürnberger Zeitung)
- 2020 Cornelius Oettle (Stuttgarter Nachrichten)
- 2022 Florentin Schumacher (Freier Journalist, FAS)